# Akademgorodok
Akademgorodok (ruski: Академгородо́к) je grad u Novosibirskoj oblasti (Rusija), smješten 20 km južno od Novosibirska (iako ga negdje već navode kao dio Novosibirska).
Obrazovno je i znanstveno središte Sibira. Nalazi se usred veličanstvenih šuma breze i bora, na obalama rijeke Oba odnosno Obskoga mora, umjetnog vodospremnika koji se nalazi uz tu rijeku. 
Broj stanovnika: oko 100.000
U Akademgorodoku je Novosibirsko državno sveučilište, 35 istraživačkih instituta, poljodjelska akademija, medicinska akademija, apartmansko naselje, raznoliki objekti poput prodavaonica, hotela, bolnica, restorana i kavića, kina, klubova i knjižnica. 
Dom znanstvenika (Dom Učjonih), društveno središte Akademgorodoka, udomljuje knjižnicu s preko 100.000 naslova - ruski klasici, suvremena literatura, a također i brojni američki, britanski, francuski, njemački, poljski naslovi i časopisi. U Domu znanstvenika je i galerija slika, predavaonice i koncertna dvorana. 
Grad, čije ime u prijevodu bi bilo Akademski Grad, je osnovan 1950-ih od strane Sovjetske akademije znanosti. Akademik Mihail Aleksejevič Lavrentjev, prominentni fizičar i matematičar, prvi predsjednik sibirskog odjela Sovjetske akademija znanosti je igrao veliku ulogu u utemeljenju Akademgorodoka. Na svom vrhuncu, Akademgorodok je bio dom za 65.000 znanstvenika i njihovih obitelji i bio je povlašteno područje za živjeti, jer je imao dobro opskrbljene prodavaonice i "dače" (sovjetske vile).